# 滨湖拉沙佩勒迪卢
滨湖拉沙佩勒迪卢（法語：La Chapelle du Lou du Lac，法語發音：[la ʃapɛl dy lu dy lak]）是法国伊勒-维莱讷省的一个市镇，位于该省西部，属于雷恩区。

## 历史
滨湖拉沙佩勒迪卢成立于2016年1月1日，由拉沙佩勒迪卢（La Chapelle-du-Lou）和滨湖勒卢（Le Lou-du-Lac）两个市镇合并而成，其中拉沙佩勒迪卢为政府驻地。

## 地理
滨湖拉沙佩勒迪卢（48°12'48"N, 1°59'27"W）面积10.46 平方千米，位于法国布列塔尼大區伊勒-维莱讷省，该省份为法国西北部沿海省份，位于布列塔尼半岛东部，北濒大西洋，西接阿摩尔滨海省和莫尔比昂省，南至大西洋卢瓦尔省，西南端接曼恩-卢瓦尔省，东临马耶讷省，东北与芒什省接壤。
与滨湖拉沙佩勒迪卢接壤的市镇（或旧市镇、城区）包括：布列塔尼地区蒙托邦、朗迪让、伊罗杜埃、贝代。
滨湖拉沙佩勒迪卢的时区为UTC+01:00、UTC+02:00（夏令时）。

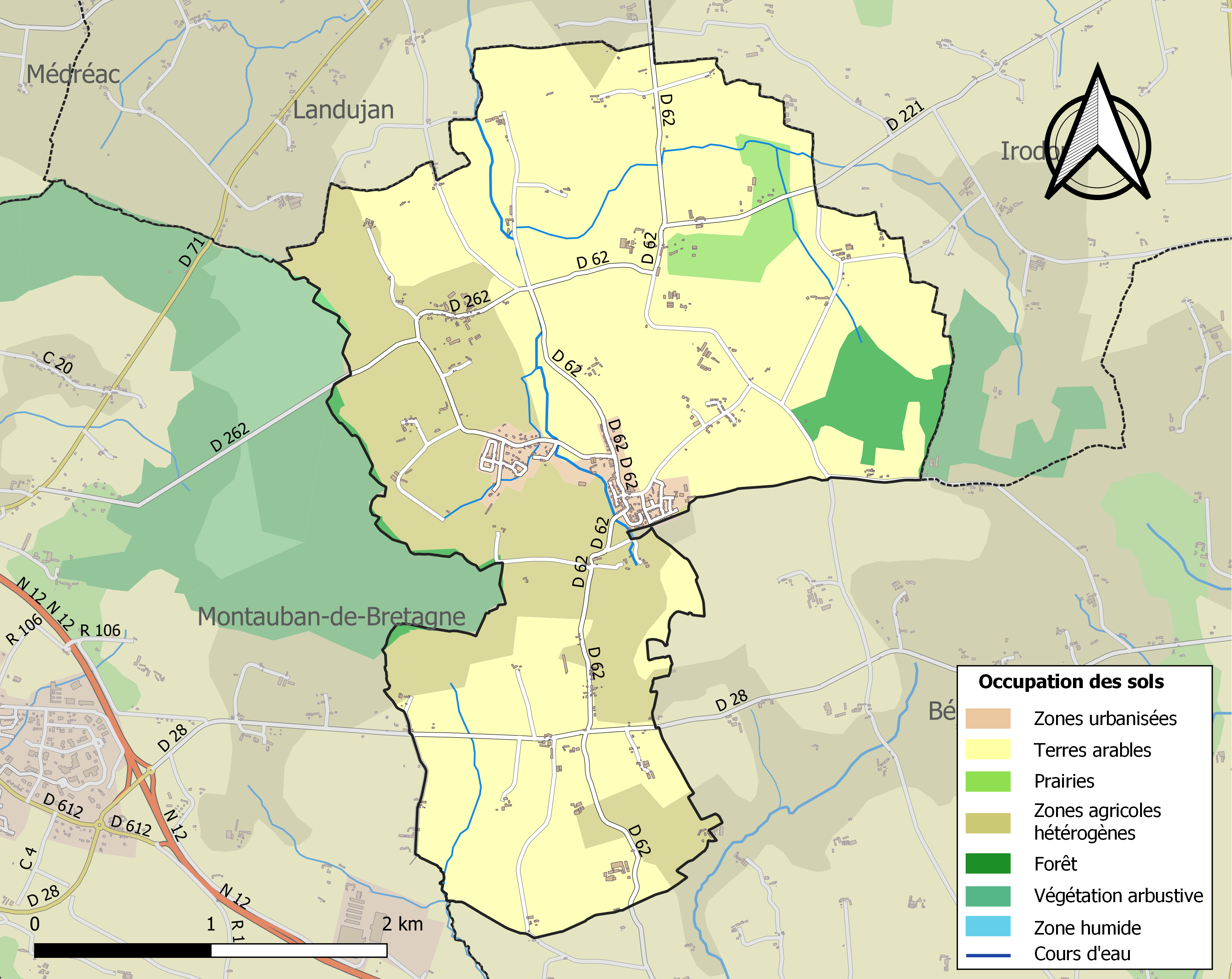
滨湖拉沙佩勒迪卢的OSM定位图

## 行政
滨湖拉沙佩勒迪卢的邮政编码为35360，INSEE市镇编码为35060。

## 政治
滨湖拉沙佩勒迪卢所属的省级选区为布列塔尼地区蒙托邦县。

## 人口
滨湖拉沙佩勒迪卢于2022年1月1日时的人口数量为1037人。